# Kvantová fluktuace hmoty
Kvantová fluktuace hmoty je v kvantové fyzice dočasná změna množství energie v určitém místě prostoru, jak vysvětluje Heisenbergův princip neurčitosti.
Podle jedné z formulací tohoto principu může být mezi energií a časem vztah:
{\displaystyle \Delta E\Delta t\geq {h \over 4\pi }}
To umožňuje vytváření párů virtuálních částic a antičástic. Účinky těchto virtuálních částic jsou měřitelné, například v účinném náboji elektronu, který je odlišný od jeho čistého náboje.
V moderním pojetí platí, že energie se vždy zachovává, ale vlastní stavy Hamiltonova operátoru (pozorovatelná energie) nejsou stejné jako částicový číselný operátor (Hamiltonův operátor s tímto operátorem nekomutuje).
Kvantové fluktuace hmoty mohou být velmi důležité pro vysvětlení původu a struktury vesmíru. V závislosti na použitém modelu inflace (kosmologie) mohly být existující kvantové fluktuace hmoty zesíleny a mohly vytvořit základ pro všechny současně pozorované struktury ve vesmíru. Energie vakua může být rovněž zodpovědná za současné zrychlené rozpínání kosmu (kosmologická konstanta).

## Kvantové fluktuace pole
Kvantové fluktuace hmoty jsou dočasným výskytem energetických částic mimo prázdný prostor, jak to umožňuje princip neurčitosti. Princip neurčitosti postuluje, že pro dvojici konjugovaných proměnných jako je například poloha/hybnost nebo energie/čas je nemožné mít přesně definovanou hodnotu každého členu z páru současně. Například dvojice částic může vyskočit z vakua v průběhu velmi krátkého časového intervalu.
Rozšíření je použitelné pro neurčitosti v čase a neurčitosti v energii (včetně energie klidové hmotnosti {\displaystyle mc^{2}}). Je-li hmotnost velmi velká v řádu makroskopických objektů, potom jsou neurčitosti a rovněž kvantové efekty velmi malé a je použitelná klasická fyzika. To navrhl v roce 1916 Adam Jonathan Davies z Harvard Laboratory, teorie byla prokázána Louisem de Brogliem roku 1920 a stala se zákonem kvantové fyziky.
V kvantové teorii pole pole podstupuje kvantové fluktuace. Pro kvantované Kleinovo–Gordonovo pole ve vakuovém stavu můžeme vypočítat hustotu pravděpodobnosti pozorování konfigurace {\displaystyle {\displaystyle \varphi _{t}(x)}} v čase {\displaystyle t} pokud jde o jeho Fourierovu transformaci {\displaystyle {\displaystyle {\tilde {\varphi }}_{t}(k)}} nechť je
{\displaystyle \rho _{0}[\varphi _{t}]=\exp {\left[-{\frac {1}{\hbar }}\int {\frac {d^{3}k}{(2\pi )^{3}}}{\tilde {\varphi }}_{t}^{*}(k){\sqrt {|k|^{2}+m^{2}}}\;{\tilde {\varphi }}_{t}(k)\right]}.}
Naproti tomu pro klasické Kleinovo–Gordonovo pole při nenulové teplotě, je Gibbsova hustota pravděpodobnosti, že bychom potřebovali konfigurace {\displaystyle {\displaystyle \varphi _{t}(x)}} v čase {\displaystyle t} je
{\displaystyle \rho _{E}[\varphi _{t}]=\exp {[-H[\varphi _{t}]/k_{\mathrm {B} }T]}=\exp {\left[-{\frac {1}{k_{\mathrm {B} }T}}\int {\frac {d^{3}k}{(2\pi )^{3}}}{\tilde {\varphi }}_{t}^{*}(k){\scriptstyle {\frac {1}{2}}}(|k|^{2}+m^{2})\;{\tilde {\varphi }}_{t}(k)\right]}.}
Amplituda kvantových fluktuací je řízena Planckovou konstantou {\displaystyle \hbar }, stejně jako hustota teplotních fluktuací je řízena {\displaystyle k_{\mathrm {B} }T}, kde {\displaystyle k_{\mathrm {B} }} je Boltzmannova konstanta. Zajímavá je úzká souvislost těchto tří bodů:
1. Planckova konstanta má jednotky akce (joule-sekunda) namísto jednotek energie (joule),
2. Kvantové jádro je {\displaystyle {\sqrt {|k|^{2}+m^{2}}}} namísto {\displaystyle {\scriptstyle {\frac {1}{2}}}(|k|^{2}+m^{2})} (kvantové jádro je nelokální z hlediska klasického tepelného jádra, ale je lokální ve smyslu toho, že nedovoluje signály, které by mohly být přeneseny)
3. Kvantový stav vakua je neměnný z hlediska Lorentzovy symetrie, zatímco klasický tepelný stav není (klasická dynamika je Lorentzovsky invariantní, ale Gibbsova hustota pravděpodobnosti není Lorentzovsky invariantní počáteční stav).

Můžeme zkonstruovat klasické kontinuální náhodné pole, které má stejnou hustotu pravděpodobnosti jako kvantový stav vakua. Hlavní odlišnost od kvantové teorie pole tedy představuje to, že jde o teorii měření (měření v kvantové teorii se zásadně liší od měření v klasické spojité náhodné oblasti, klasická měření jsou vždy vzájemně kompatibilní, v kvantové mechanice podmínky vždy komutují). Kvantové efekty, které jsou pouze důsledkem kvantových fluktuací hmoty, které nejsou z jemnosti měření nekompatibility, mohou být alternativně vysvětleny jako modely klasických spojitých náhodných polí.
V roce 1930 si Pascual Jordan uvědomil, že by hvězda mohla mít nulovou energii, protože energie hmoty by byla pozitivní, zatímco gravitační energie negativní a obě tyto složky by se vzájemně vyrušily. To ho dále vedlo ke spekulacím nad tím co by zabránilo kvantovému přechodu vytvořit novou hvězdu. Jeho motivací k těmto úvahám byla otázka původu hmoty ve věčně existujícím vesmíru.
Roku 1973 byl v časopise Nature publikován článek Edwarda Tryona s názvem „Je vesmír vakuovou fluktuací?“ V tomto článku Tryon uvedl, že náš vesmír mohl vzniknout jako kvantová fluktuace vakua. Tato myšlenka vesmíru vzniklého kvantovými fluktuacemi nebo kvantovými procesy nebyla brána příliš vážně dokud se neobjevila inflační teorie vymyšlená roku 1979 Alanem Guthem. Tato teorie vysvětluje jak se vesmír mohl nafouknout z počátečního malého rozměru.